# Казкар

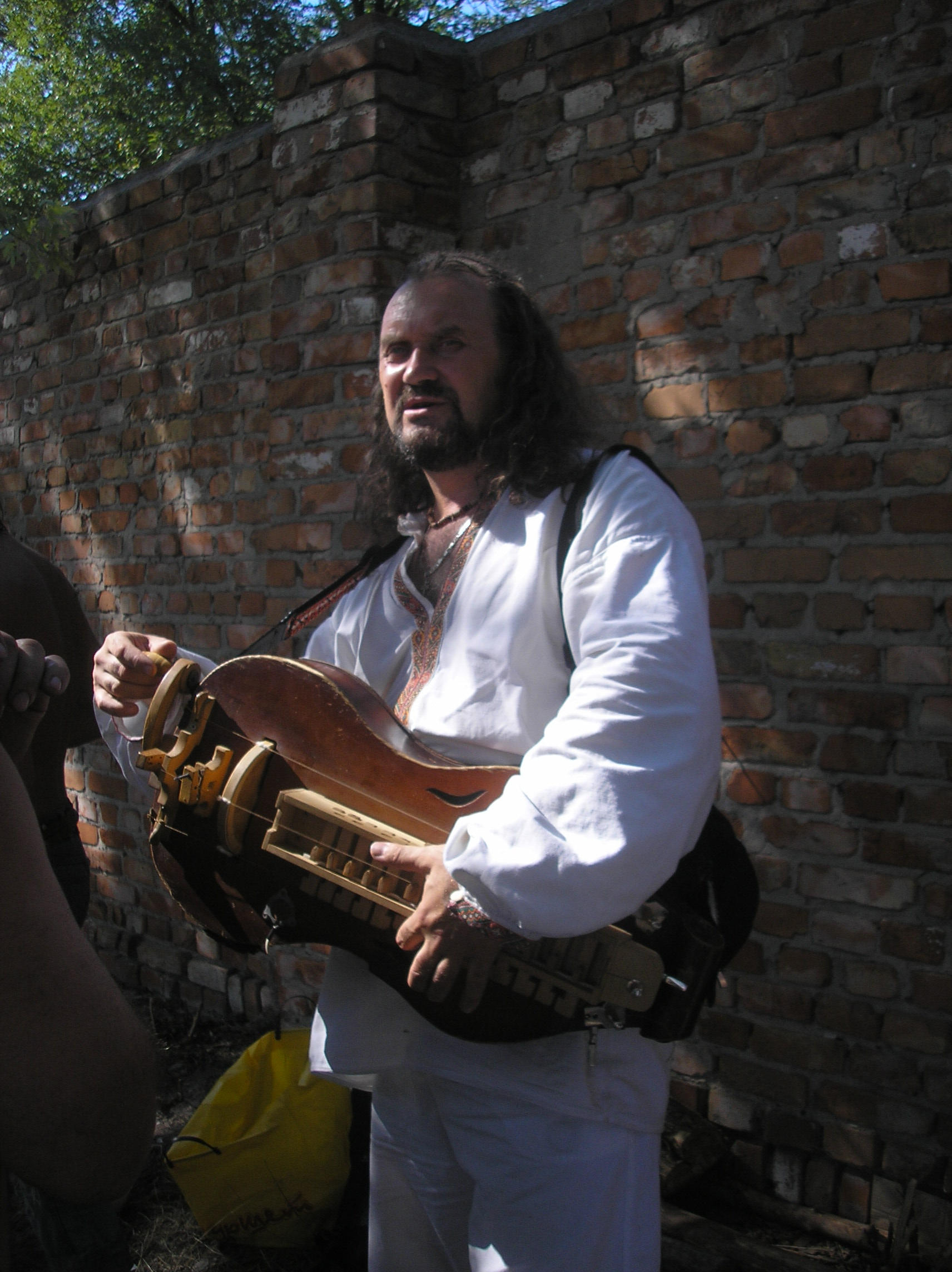
Сашко Лірник — сучасний український казкар

Казка́р — оповідач казки або письменник, який пише казку.
Багато письменників, такі як Вільгельм Гауф, Брати Грімм, Шарль Перро, Ганс Крістіан Андерсен, Євген Шварц, Джанні Родарі, Джон Рональд Руел Толкін, Олексій Толстой і українські письменники Микола Носов, Всеволод Нестайко або писали виключно казки, або вважали за велику вдачу, коли у них виходило написати цікаву казку.
В Україні відомими професійними казкарями були Р. Чмихало, Х. Провора, І. Розсолода, А. Грицуняк, Т. Гринишин, А. Крицький, С. Пуздрач, К. Дерев'янченко, А. Крупій, А. Калин, В. Королович, М. Галиця, Ю. Ревть та інші.
Сашко Лірник є прикладом сучасного казкаря, що не лише пише казки, а й розповідає їх.